# Bruno Santana
Bruno Felipe Claudino de Santana (Olinda, 27 de fevereiro de 1982) é um handebolista brasileiro, que atua como armador central.Atualmente morando em sua terra natal.

## Trajetória desportiva
Começou a jogar handebol aos nove anos no Colégio Bairro Novo. Em 1999, aos 15 anos, participou dos Jogos da Juventude, sendo convidado para jogar no Esporte Clube Pinheiros pelo técnico Sérgio Hortelan. Ele ficou no time até 2004 e, depois de uma passagem pelo rival São Caetano, voltou ao Pinheiros.
Foi um dos destaques no Campeonato Mundial Júnior de 2003, o que garantiu sua participação na seleção adulta que foi aos Jogos Olímpicos de Atenas, em 2004. Em Atenas, Bruno era o jogador era o mais jovem da delegação.
Conquistou a medalha de ouro nos Jogos Pan-Americanos de 2007 no Rio de Janeiro.  Foi aos Jogos Olímpicos de Pequim em 2008, onde a seleção obteve a décima primeira colocação.  Ganhou medalha de prata nos Jogos Pan-Americanos de 2011 em Guadalajara e medalha de ouro nos Jogos Pan-Americanos de 2015 em Toronto.